# Standaard (monster)
Een standaard is, in de scheikunde, een monster waarvan een bepaalde waarde bekend is, bijvoorbeeld de concentratie.
Door middel van de waarde van dit monster kan men een hoeveelheid bepalen dat in een te onderzoeken monster zit.
Een standaard wordt bij veelvuldige chemische onderzoeken gebruikt. Maar het wordt ook vaak toegepast ter controle van de kwaliteit van de analyse.